# Портнягин, Денис Олегович
Денис Олегович Портнягин (род. 19 октября 1989, Николаевка, Ивантеевский район, Саратовская область, РСФСР, СССР) — российский военнослужащий, офицер Сил специальных операций ВС России. Младший лейтенант (2020). Герой Российской Федерации (2017).

## Биография

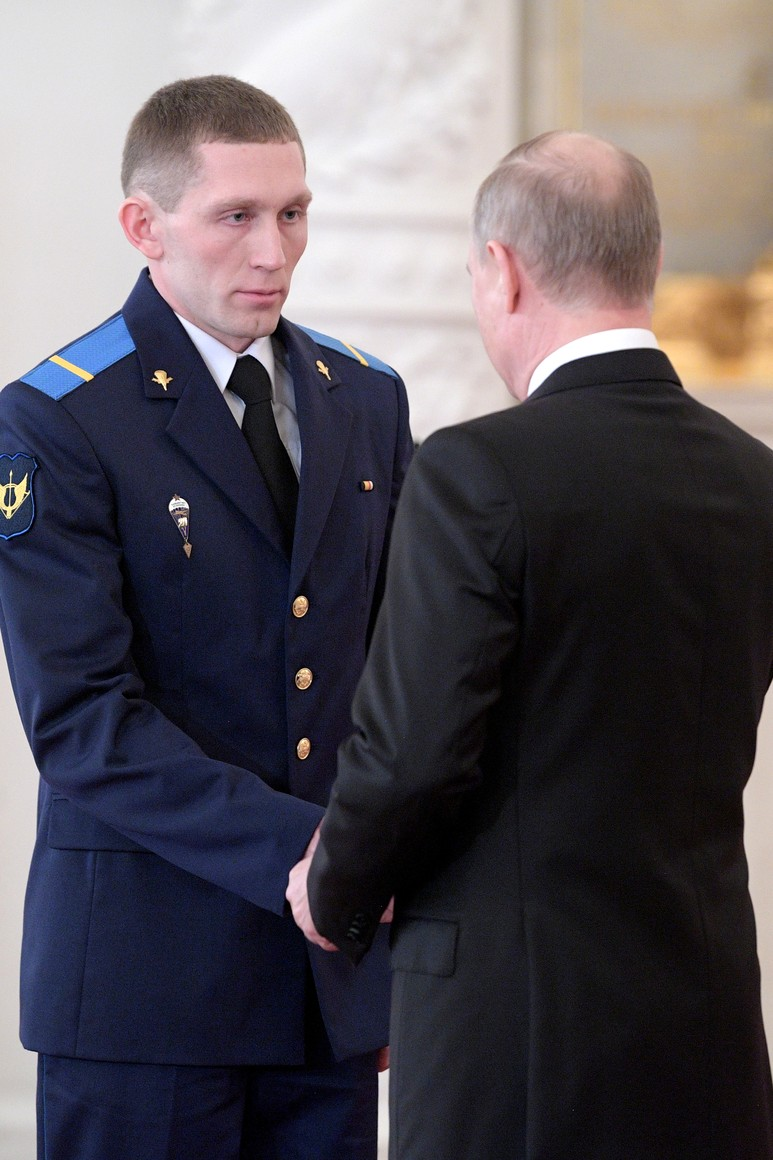
Портнягин и Путин, Кремль, 28 декабря 2017 года

Родился 19 октября 1989 года в селе Николаевка Ивантеевского района Саратовской области. Родители — Олег Иванович и Людмила Анатольевна Портнягины. Отец занимает должность директора ООО «Нептун», специализирующегося на водопроводных работах. Младший брат — Дмитрий, служил во внутренних войсках МВД России. Прописан в Ивантеевке Саратовской области вместе с семьёй. В 2018 году родители Портнягиных были занесены на Доску почёта «Лучшие семьи Губернии» как воспитавшие двух сыновей.
В 1996 году пошёл в среднюю школу Ивантеевки. Занимался спортом, интересовался военной техникой и оружием. По окончании школы в 2006 году поступил в Самарский авиационный техникум, где досрочно сдал экзамены и, не дожидаясь получения диплома, в 2009 году ушёл по призыву в армию. После прохождения срочной службы в подразделении войск специального назначения в Нижегородской области, в 2010 году начал работать в Самаре на производстве, а в 2012 году решил пойти на контрактную военную службу. Был зачислен в отряд специального назначения «Витязь» Внутренних войск МВД России, где сдал на краповый берет, а также получил звание ефрейтора.
После, поступил на службу в Силы специальных операций, и в 2017 году во время выполнения специального задания в Сирийской Арабской Республике ефрейтор Портнягин совершил подвиг, обстоятельства совершения которого засекречены Министерством обороны России. Благодаря награждению стал известен, а до этого в СМИ никак не упоминался.
4 января 2018 года Портнягин был торжественно встречен на родине — в Николаевке, в сельском Доме культуры. 13 января там же в средней школе имени В. М. Кузьмина прошёл турнир по волейболу имени Портнягина. С упоминанием его имени были связаны многочисленные торжественные и учебные мероприятия местного масштаба.
11 марта 2018 года в фильме Андрея Кондрашова «Путин» впервые было рассказано об обстоятельствах совершённого Портнягиным подвига. По словам В. В. Путина, Портнягин входил в группу спецназначения из 4—5 человек, занимавшейся авианаводкой. 16 августа 2017 года под городом Акербат группа была атакована силами боевиков ИГИЛ. После ранения командира и его заместителя Портнягин принял командование группой и после организации отражения нескольких атак, во избежание возможного пленения, вызвал огонь артиллерии и авиации на себя, сообщив командованию точные координаты расположения группы. После миномётной и авиационной атак, предотвративших приближение боевиков к группе Портнягина, он смог дождаться подхода группы прикрытия и эвакуироваться из района боевых действий.
Продолжает службу в ССО. В 2020 году получил звание младшего лейтенанта.

## Награды

### Государственные
- Звание «Герой Российской Федерации» с вручением медали «Золотая Звезда» (2017, точная дата неизвестна, секретным указом президента России) — «за героизм и мужество, проявленные при исполнении воинского долга»[38][39]. Награда вручена президентом России Владимиром Путиным 28 декабря 2017 года на торжественной церемонии в Георгиевском зале Большого Кремлёвского дворца в Москве[40]. Соответствующее поздравление Портнягину направил губернатор Саратовской области Валерий Радаев[41].

### Ведомственные
- Медаль «Участнику военной операции в Сирии»[42];
- Медаль «За отличие в военной службе» III степени (2021);
- Медаль «За отличие в службе» (Силы специального назначения);
- Медаль «Спецназ России»;
- Медаль «За спасение в бою»;
- Знак «Парашютист-отличник»;
- Краповый берет.

### Региональные
- Почётный гражданин Ивантеевского муниципального района Саратовской области (21 марта 2018)[9][43][44].